# Karl von Bardolff
Karl Freiherr von Bardolff, avstrijski general, politik in pravnik, * 3. september 1865, Gradec, † 17. maj 1953, Gradec.